# Hospital Municipal de Agudos Dr Leónidas Lucero
El Hospital Municipal de Agudos Dr. Leónidas Lucero es una institución de avanzada y de reconocida excelencia en la prestación de servicios de salud. Con un perfil de emergencias desarrollará actividades sanitarias y asistenciales para la población en términos de universalidad, accesibilidad y equidad con el claro propósito de asegurar una prestación de calidad, impulsando también la complementación de los efectores tanto de gestión pública como privada con el fin de optimizar los recursos de Salud. Pertenece a la Municipio de Bahía Blanca y es administrado por la Secretaria de Salud del mismo. Es el centro de derivación de las múltiples unidades sanitarias y centros de atención primaria de todo el Partido de Bahía Blanca.

## Ubicación

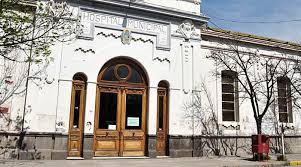
Entrada por calle Estomba 968

El hospital se encuentra en la ciudad de Bahía Blanca a 9 cuadras de la Plaza Rivadavia en la calle Estomba 968, entre Bravard y Charlone.

## Los Inicios

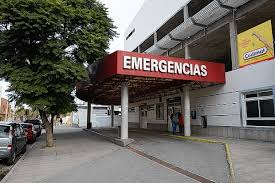
Servicio de Emergencias y Guardia

Las últimas décadas del siglo XIX constituyeron un período de intenso cambio y crecimiento para la localidad que, paulatinamente, adquirió los perfiles de una ciudad moderna.
En el camino de construir una infraestructura que respondiera a las necesidades de una población en constante aumento, surgió la inquietud de crear un organismo que brindase una adecuada atención sanitaria. Hasta ese momento, dicho servicio se cubría de forma irregular y precaria. Cuando el "Hospital Militar"- en los hechos sólo una enfermería - dejó de atender a la población civil en 1885, se acondicionaron dos habitaciones de la comisaría como salas de primeros auxilios. Luego la Municipalidad debió atender a los carenciados en una casa alquilada que no reunía las condiciones mínimas de higiene.
Las voces, que por entonces pedían por la regularización de tal situación, se elevaron aún más a consecuencia de la epidemia de cólera de 1887. Finalmente, el 14 de abril del mismo año, a pedido del Intendente Luis C. Caronti y tras una intensa actividad a favor del presidente del Concejo Deliberante, Dr. Leónidas Lucero, dicho cuerpo aprobó la construcción del Hospital Municipal.
Dos años más tarde, el 9 de julio de 1888, se colocó la piedra fundamental en lo que era la Plaza Alsina, donde aún funciona el establecimiento.
Reunir los recursos necesarios para la construcción del nosocomio no fue tarea fácil. Se formó una Comisión abocada a ese fin. Artistas que visitaban la ciudad brindaron actuaciones a beneficio; se remataron tierras públicas; la Municipalidad de Puán colaboró con un aporte trimestral; la Cámara de Diputados acordó una donación por iniciativa de los representantes bahienses y no faltó la donación de un particular: el Dr. Enrique Mosquera, quien destinó 1700 pesos a la construcción de una sala de niños.

## El Nombre
El nombre del Hospital fue cambiando. En el momento de su inauguración el nosocomio recibió el nombre de Hospital Municipal. Por estos años, en los periódicos se lo conoció como "Hospital Municipal de la Caridad". En 1965, el Concejo Deliberante le impone la denominación de Hospital Municipal "Dr. Leónidas Lucero". En 1986 en el marco del proceso de descentralización pasó a llamarse Centro de Salud "Dr. Leónidas Lucero". 
En 1990 se cambia a: Centro de Salud Municipal "Dr. Leónidas Lucero". A partir de 1997 asume un perfil de emergencias y se lo designa como Hospital Municipal de Agudos "Dr. Leónidas Lucero".

## Servicios
Junto con el hospital Hospital Interzonal General de Agudos Dr. José Penna, el Hospital Municipal es de lo más completo en la ciudad, caracterizándose su ubicación céntrica en la misma, lo que lo convierte en uno de los mayores centros de atención primaria de la salud. Cuenta con distintas especialidades clínicas, clínico-quirúrgicas, diagnóstico y tratamiento y pediátricas. Además junto con el Hospital Penna son los únicos centros de salud de alta complejidad públicos. 
El Hospital Lucero además es el centro de referencia de las más de 50 Unidades Sanitarias Municipales del Partido de Bahía Blanca. Cuenta con los siguientes servicios pertenecientes a la Dirección de Atención Hospitalaria: 
- Auditoria Médica
- Servicio de Epidemiología.
- Unidad de Trabajo Social.
- Departamento de Enfermería.
- Servicio de Clínica Médica.
- Servicio de Neurología.
- Servicio de Emergencias.
- Servicio de Oftalmología.
- Servicio de Terapia Intensiva.
- Servicio de Oncología.
- Servicio de Alergia e Inmunología.
- Servicio de Dermatología.
- Servicio de Cardiología.
- Servicio de Endocrinología.
- Servicio de Gastroenterología.
- Servicio de Nefrología.
- Servicio de Infectología.
- Servicio de Neumología.
- Servicio de Procuración de órganos y tejidos.
- Servicio de Reumatología.
- Servicio de Toxicología y Farmacovigilancia
- Servicio de Cirugía General.
- Servicio de Ginecología.
- Servicio de Neurocirugía.
- Servicio de Quirófano.
- Servicio de Otorrinolaringología.
- Servicio de Ortopedia y Traumatología.
- Servicio de Urología.
- Servicio de Cabeza y Cuello.
- Servicio de Cirugía Plástica.
- Servicio de Pediatría.
- Servicio de Terapia Intensiva Pediátrica.
- Unidad de Cirugía Infantil.
- Servicio de Anatomía Patologíca.
- Servicio de Diagnóstico por Imágenes.
- Servicio de Farmacia.
- Servicio de Hematología y Hemoterapia.
- Servicio de Hospital de Día.
- Servicio de Laboratorio
- Servicio de Odontología.
- Unidad de Esterilización.
- Unidad de Fonoaudiología.
- Unidad de Kinesiología.
- Unidad de Nutrición.
- Unidad de Psicología.
- Unidad de Psiquiatría.

## Salas de Internación
Desde el año 2000 cuenta con la siguiente distribución de salas:
- Sala 4: Pediatría.
- Sala 5: Terapia Intensiva Pediátrica.
- Sala 8: Terapia Intensiva.
- Sala 9: Área Quirúrgica y traumatología
- Sala 10: Área Clínica.
- Sala 12: Emergencias